# Якименко, Алексей Владимирович
Алексей Владимирович Якименко (укр. Олексій Володимирович Якименко; род. 22 октября 1974, Одесса) — украинский футболист, полузащитник.

## Биография
Играл в командах: «Кристалл», «Ворскла». В сезоне 1998/99 выступал за болгарский клуб «Левски», за который провёл 6 матчей в чемпионате Болгарии, один в Кубке Болгарии и один в еврокубках против датского «Копенгагена», матч закончился победой датчан 4:1. Позже защищал цвета «Кривбасса», «Фрунзенец-Лига-99», алчевской «Стали» и луганской «Зари». Всего в высшей лиге провёл 97 матчей, забил 4 мяча.
В 2006 году перешёл в крымский клуб «ИгроСервис».

## Достижения
- Финалист Кубка Украины: 1998/99
- Серебряный призёр чемпионата Болгарии: 1997/98
- Бронзовый призёр чемпионата Украины (2): 1998/99, 1999/00
- Бронзовый призёр Первой лиги Украины: 2004/05